# 김기재 (1946년)
김기재(金杞載, 1946년 1월 1일~)는 대한민국의 공무원, 정치인이다. 경상남도 하동군 출신으로 1969년에 고려대학교 경영학과를 나온 후 1972년에 행정고시 11회로 내무부 공무원이 되었다. 지역경제국장 재정국장 차관보, 부산광역시장, 제2대 행정자치부 장관을 역임하였다. 마지막 관선직 출신 부산광역시장이다.

## 경력
- 1972년: 행정고시 합격
- 1972년: 부산시 사무관
- 1975년: 내무부 사무관
- 1977년~1978년: 내무부 행정계장
- 1981년~1983년: 산림청 기획예산담당관
- 1983년~1986년: 내무부 민방위편성 운영과 과장
- 1986년~1987년: 경기 안양시 시장
- 1988년~1989년: 내무부 지방자치기획단 단장
- 1989년~1991년: 내무부 지역경제국 국장
- 1991년~1992년: 내무부 공보관
- 1992년: 내무부 지방세제국 국장
- 1992년~1993년: 내무부 지방재정국 국장
- 1993년~1994년: 내무부 지방행정연수원 원장
- 1994년: 내무부 기획관리실 실장
- 1994년: 내무부 차관보
- 1994년~1995년: 부산시 시장
- 1995년~1996년: 총무처 장관
- 1996년~1998년 3월: 제15대 국회의원(부산해운대·기장을 신한국·한나라)
- 1996년 5월 11일~1997년: 신한국당 원내부총무
- 1996년~1998년 3월: 국회 국회운영위원회 위원
- 1996년: 국회 문화체육공보위원회 위원
- 1997년~1998년 3월: 국회 내무위원회 위원
- 1999년 2월~2000년 1월: 행정자치부 장관
- 1999년 2월: 새정치국민회의 입당
- 2000년: 새천년민주당 당무위원
- 2000년: 국회 재정경제위원회 위원
- 2000년~2004년: 제16대 국회의원(전국구 새천년민주당)
- 2001년: 국회 통일외교통상위원회 위원
- 2001년: 새천년민주당 최고위원
- 2001년: 새천년민주당 부산광역시 지부장
- 2002년: 새천년민주당 상임고문
- 2002년: 국회 국방위원회 위원

## 저서
- 1997 행정혁명의 시대

## 상훈
- 1996 청조근정훈장
- 1982 녹조근정훈장
- 1974 대통령표창

## 가족
배우자: 전명숙

## 역대 선거 결과
|  | 52.12% |

|  | 43.45% |

|  | 35.9% |